# Rue des Coffres
La rue des Coffres (en occitan : carrièra d'Uc Escafre) est une voie de Toulouse, chef-lieu de la région Occitanie, dans le Midi de la France.

## Situation et accès

### Description
La rue des Coffres est une voie publique. Elle se situe au cœur du quartier Saint-Étienne, dans le secteur 1 - Centre. Cette rue, large de seulement 5 mètres, naît perpendiculairement à la grande-rue Nazareth et suit un parcours presque rectiligne. Elle se termine au croisement de la rue Furgole au niveau de la place des Hauts-Murats.
La chaussée compte une seule voie de circulation automobile en sens unique, de la grande-rue Nazareth vers la rue Furgole. Elle appartient à une zone de rencontre et la vitesse y est limitée à 20 km/h. Il n'existe pas de bande, ni de piste cyclable, quoiqu'elle soit à double-sens cyclable.

### Voies rencontrées
La rue des Coffres rencontre les voies suivantes, dans l'ordre des numéros croissants :
1. Grande-rue Nazareth
2. Rue Furgole
3. Place des Hauts-Murats

## Odonymie

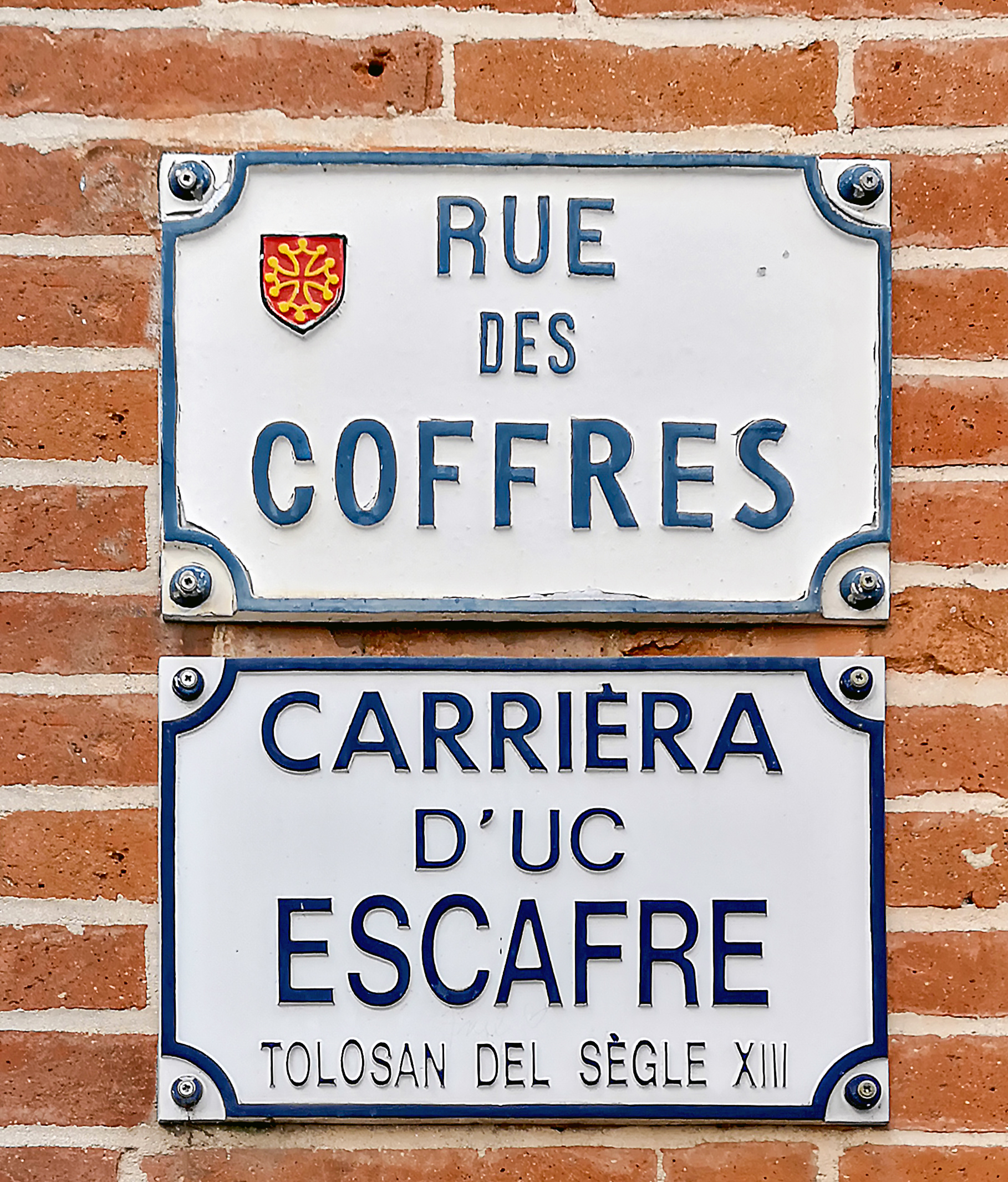
Plaques de rue en français et en occitan.

Le nom de la rue lui vient d'Hugues Escaffre, propriétaire d'une maison à la fin du XIIIe siècle (en latin médiéval : carraria Hugonis Escaffredi en 1282, carraria Scaffredi en 1312). Le prénom de ce personnage se perd au cours des siècles et ne conserve plus que le nom d'Escaffre. La famille Escaffre possède encore une maison à la fin du XIVe siècle. À la fin du XVIIe siècle, le souvenir même de cette famille se perd et le nom de la rue devient par déformation rue des Coffres. En 1794, pendant la Révolution française, la rue fut quelque temps désignée comme la rue l'Étonnement,.

## Histoire
Au Moyen Âge, la rue d'Escaffres appartient au capitoulat de Saint-Barthélémy. Elle n'est qu'une rue étroite qui relie la rue des Fleurs et la Grande-rue Nazareth. La population n'en est pas moins composée de nombreux hommes de loi, parlementaires et capitouls. Plusieurs hôtels particuliers sont construits pour ces membres de l'élite toulousaine.
La Révolution française provoque quelques bouleversements. Le 6 juillet 1794, Marc-Bernard-François de Lassus de Nestier, baron de La Barthe-de-Neste, conseiller au parlement entre 1764 et 1794, est victime de la Terreur : arrêté, comme d'autres parlementaires, et emprisonné dans la prison de la Visitation, il est jugé par le tribunal révolutionnaire et guillotiné, place de la Nation à Paris.

## Patrimoine et lieux d'intérêt

### Hôtels particuliers
- no  4 : hôtel Darquier.
L'hôtel est construit probablement au cours du XVIIIe siècle pour Jean-Pierre Darquier, seigneur de Beaumont et receveur des tailles de l'élection de Lomagne, père de l'astronome Antoine Darquier de Pellepoix. Il réunit en 1750 deux maisons contiguës. L'entrée principale en est sur la rue Antoine-Darquier (actuel no 5). Sur la rue des Coffres, l'élévation autrefois aveugle semble dater du XVIIIe siècle et a été percée de fenêtres au XIXe siècle. Au bas du mur, trois bases de fenêtres gothiques servent de bornes[5].

- no  11 : hôtel Bousquet. 
Un hôtel particulier est aménagé en 1709 pour Charles de Bousquet, procureur du parlement et capitoul en 1690. Il fait en particulier installé un escalier à rampes droites à balustres. L'édifice conserve aussi des plafonds à la française peints pouvant être datés du XVIIe siècle. L'hôtel est transmis en 1717 à son fils, Charles-Géraud de Bousquet, seigneur de Colomiers et de Savères. Au XIXe siècle, l'édifice est surélevé et profondément remanié, modifiant particulièrement la façade, les ouvertures et le décor intérieur. C'est de cette période que datent également les moulages en céramique des arcades du fond de la cour, faits sur des motifs Renaissance[6].

### Immeubles
- no  6 : immeuble. 
L'immeuble, qui s'élève sur deux étages carrés et un comble à surcroît, peut être daté de la fin du XVIe siècle ou du début du siècle suivant. Une fenêtre basse est dotée d'un meneau vertical orné d'un fleuron qui date de cette période[7].

- no  15 : immeuble. 
Cet immeuble d'un style néo-classique très sobre, construit dans la deuxième moitié du XVIIIe siècle. Le rez-de-chaussée, avec des fenêtres en plein cintre, est traité en bossage, tandis que les étages supérieurs ont des fenêtres rectangulaires couronnées d'une corniche. Au 1er étage, les fenêtres ont des garde-corps en fer forgé : on y reconnaît le monogramme DR, probablement celui d'un des propriétaires[8].